# Уилл Тёрнер
Уи́льям (Уи́лл) Тёрнер-младший (англ. William «Will» Turner Jr.) — персонаж цикла фильмов Пираты Карибского моря. Исполнитель роли — Орландо Блум (а также Дилан Смит в детстве). Главный положительный герой первого фильма из цикла, в последующих сериях его сменил в этой роли капитан Джек Воробей.

## Персонаж
Уилл изображается как классический герой-любовник, что, в отличие от Джека, воплощает мужской идеал: готов сражаться со злом и поддерживать порядок, бескорыстно спасать свою возлюбленную. В начале истории персонаж Орландо Блума противопоставляется бесчестным пиратам. Однако для достижения своих целей Уилл вынужден отказаться от своих идей, стать похожим на пиратов, в чём обнаруживает и преимущества: в мире, основанном на правилах, несмотря на свою храбрость, Уилл не в состоянии ухаживать за Элизабет Суонн, дочерью губернатора, из-за разницы в их социальном статусе, что лишает его маскулинности (Уилл спрашивает себя, не евнух ли он). Став пиратом, он становится и мужчиной, достойным своей возлюбленной.
Подмастерье кузнеца в Порт-Ройале (Ямайка), умелый фехтовальщик, хотя ему недостаёт практики по сравнению, например, с Джеком. Уилл мягок по характеру, однако очень смел, что показывает его первая встреча с Капитаном Джеком Воробьем, отъявленным пиратом, и его реакция на нападение капитана Барбоссы. Он очень предан тем, кого любит, и готов рискнуть жизнью, чтобы защитить их. В особенности это касается Элизабет. Эта черта прослеживается во всех трех фильмах, когда характер Уилла открывается в полной мере при непредвиденных обстоятельствах. Вероятнее всего, он продолжил бы заниматься своим ремеслом, и никогда бы не стал, не будучи самонадеянным, пытаться добиться женщины, которой он, по его собственному мнению, не достоин, или повысить свой собственный статус. Помимо всего прочего, Тёрнер умён  и отважен, никогда не уклоняется от ответственности и не оставляет обещание невыполненным. Может быть задумчивым. На первых порах наивен, однако на протяжении трилогии становится более зрелым человеком.

## Внешность
Одежда, в которой Уилл является в финальной сцене первого фильма, напоминает Эролла Флинна — исполнителя роли знаменитого литературного пирата Питера Блада. А сцена, где Тёрнер, съезжая по парусу, режет его ножом, (второй фильм) напоминает сцену из фильма «Чёрный пират» (1926 г.)
В начале трилогии Уиллу около 19 лет. У него широкие плечи и тёмные волосы, которые обычно носятся в распущенном виде, либо стянуты в хвост. На протяжении первого фильма Тёрнер носит белую рубаху с рукавами, простой коричневый камзол, коричневые бриджи, тонкие коричневые чулки и кожаную обувь с металлическими пряжками. Во втором и третьем фильмах он носит разные наряды, включая костюм, подобный тем, что изношены моряками из Королевского флота. Этот костюм был на нём во время его «свадьбы». Во втором фильме он также носил кожаный жакет поверх белой рубашки и, по просьбе Орландо Блума, ботинки. В сиквеле и приквеле у него на шее присутствует кожаная повязка-шнурок. В заключительном фильме Уильям преимущественно носит красную рубашку с пышными рукавами, чёрный кожаный жилет и сапоги. Также в третьем фильме можно заметить пирсинг в левом ухе в виде крошечного золотого обруча. После того, как он стал бессмертным, он появляется в зелёной бандане. Волосы изменились от влажных, немного вьющихся и масляных на протяжении первого и второго фильмов к более сухим и более волнистых в третьем фильме. Когда он возвращается из другого мира десять лет спустя, на нём белая рубашка, кожаная цепочка на шее и зелёная бандана, а на груди виден шрам, оставшийся после того, как его отец Билл Прихлоп вырезал у него сердце.
В сцене первого фильма, где Уилл и Джек Воробей сражаются в кузнице, можно разглядеть у него татуировку в виде цифры «9» на эльфийском языке Толкина на запястье, которая осталась после съёмок в трилогии «Властелин колец».

## Биография

### Детство
Известно, что Уилл — сын «Прихлопа» Билла Тёрнера. По словам Джека Воробья, отец и сын похожи как две капли воды — и по внешности, и по способностям. Однако во время юности Уилла в Англии отца с ним не было, и мальчик рос, веря в то, что его отец плавал на торговом судне. Очевидно, в память об отце, носил присланный им золотой медальон — недостающую монету из проклятого клада ацтеков. Когда его мать умерла, Тёрнеру было 11 лет, он путешествует по Карибам, желая найти своего отца. Корабль, на котором Уилл плыл был атакован и потоплен «Чёрной жемчужиной» под командованием капитана Барбоссы, и, по иронии судьбы, тем же кораблём, членом команды которого был его отец в то время, когда «Жемчужиной» командовал Джек Воробей. Команда корабля искала медальон, нужный Барбоссе, чтобы снять проклятие ацтеков.

### Пираты Карибского моря: Проклятие Чёрной жемчужины
Уилл Тёрнер, единственный выживший после нападения пиратов, спасён Британским морским судном. На борту находится новый губернатор Порт Роял, Уэзерби Суонн, вместе со своей одиннадцатилетней дочерью Элизабет Суонн. Именно она замечает его за бортом на обломке деревянной доски. Она же заботится о нём на протяжении всего путешествия. Обнаружив золотой медальон у него на шее, она прячет его у себя, чтобы окружающие не подумали, будто бы он пират. В течение следующих восьми лет Уилл и Элизабет немного дружили, хотя Уилл скрывал свои романтические чувства по отношению к Элизабет.
В Порте Ройал Уилл становится подмастерьем кузнеца Мистера Брауна, также он весьма хорош в фехтовании на шпагах, хотя его сильно пьющий хозяин часто получает деньги за изделия, сделанные руками своего подмастерья. Он отлично фехтует, однако ему не хватает практики. Он показывает свои умения в бою с Джеком Воробьём в кузнице, однако его побеждает пират, потому что Уилл настаивает на честных правилах боя и позволяет более опытному и практичному Воробью перехитрить себя. Позже, когда Уилл негодует по поводу нечестного поведения Джека при схватке и говорит ему, что он бы убил его в честном бою, тот отвечает: «Тогда сражаться честно явно нет резона». Он находится под впечатлением от наивного юноши, который считает, что важны правила, что подтверждает фраза Джека: «На самом деле важно одно — что человек может, и чего он не может». Урок, который преподал Уиллу Джек Воробей, забыть сложно. А произошла эта ситуация на борту Перехватчика, когда Уилл висел на мачте корабля над морем.
В решающий момент Уилл, спокойный и законопослушный, узнает, что его отец Прихлоп Билл Тернер — пират, служивший на корабле «Чёрная жемчужина» в те времена, когда капитаном был Джек Воробей. Однако, когда первый помощник Воробья Барбосса и команда поднимают мятеж на корабле и высаживают Джека на необитаемый остров, только Прихлоп защищает его. После того, как Барбосса с командой находят проклятое золото ацтеков, они все попадают под действие древнего проклятия. Чтобы избавиться от него, каждая золотая монета должна быть возвращена в сундук. Веря, что команда заслужила проклятие из-за того, что предала Джека, Тёрнер-старший отсылает золотой медальон в Англию, своему сыну Уиллу. За это капитан Барбосса наказывает Прихлопа — он привязывает того к ядру и выбрасывает за борт. Лишь позднее команда узнает, что им нужна кровь всей команды, включая Билла, чтобы снять проклятие. К настоящему времени только Уилл может дать им эту кровь.
Несмотря на то, что Уилл презирает пиратов, он прибегает к помощи Джека, чтобы спасти Элизабет от Барбоссы и управиться с кораблём, который они угнали. После того как на Тортуге набрана команда (Джошами Гиббс, Анна-Мария, Коттон и Марти), Уилл и Джек едут на остров Исла де Муэртэ, куда направился Барбосса. Джек скрывает от Уилла, что с его помощью он планирует вернуть себе корабль. Когда Тёрнер узнает об уготованной ему участи в снятии проклятия, он сдаётся Барбоссе при условии, что тот освободит команду и Элизабет, однако Барбосса его обманывает. В конце Уилл и Джек совместными усилиями снимают проклятие; Барбосса убит Джеком Воробьём, а команда терпит поражение. Джека же ловят и отправляют на казнь. На повешении Джека Уилл признается Элизабет в любви и пытается спасти Воробья, однако их обоих ловят. Элизабет вступается за них и встаёт на сторону Уилла и Джека, поддерживая их и признаваясь в любви Уиллу. Уилла оставляют без наказания, когда Джек бежит, падая с крепостного вала в бухту, где его уже ждёт Чёрная жемчужина.

### Пираты Карибского моря: Сундук мертвеца
За помощь в организации побега Джека Воробья Элизабет Суонн и Уилл Тёрнер прямо перед свадьбой арестованы Катлером Беккетом, человеком, добившимся власти и богатства за счет прибыли от Ост-Индской компании. Беккет угрожает Уиллу и Элизабет казнью, но предлагает помилование, если Уилл сможет найти для него компас Джека Воробья. Этот магический компас может указать ему путь к сокровищам.
Чтобы спасти Элизабет, Уилл отправляется на поиски Джека Воробья и «Черной Жемчужины». Он находит команду пленённой людоедами на острове Пелегосто. Команда совершает побег. Одновременно «Черную Жемчужину» находят Пинтель и Раджетти и присоединяются к команде. Джек соглашается дать Уиллу свой компас, если тот поможет ему найти ключ, хотя он понятия не имеет, что этот ключ открывает. Вместе с Уиллом и командой они направляются к гадалке Тиа Дальме. Она рассказывает им, что ключ открывает сундук мертвеца, в котором лежит сердце Дэйви Джонса, и тот, кто завладеет им, подчинит моря своей власти, будучи вправе стать капитаном самого «Летучего Голландца». Ранее Воробей заключил сделку с Дэйви Джонсом, чтобы поднять «Черную жемчужину» со дна океана и сделать Джека капитаном на 13 лет. В обмен на это Воробей должен был прослужить на «Летучем Голландце» сто лет. Когда Джонс потребовал у Джека выполнить своё обещание, тот отказался от сделки.
Команда ищет корабль Джонса и вскоре Уилл оказывается на потерпевшем крушение судне, которое, по словам Джека, и есть корабль Дэйви Джонса «Летучий Голландец». Когда внезапно прибывает настоящий «Летучий Голландец» Джек пытается отдать Дэйви Джонсу Уилла, чтобы погасить свой долг, но Джонс отказывается, говоря, что одна душа не равна другой. Вместо этого он оставляет Уилла в качестве залога и требует дополнительно 99 душ. В противном случае Джек должен сдаться или предстать перед Кракеном.
Тем временем Уилл встречает на «Голландце» своего отца — «Прихлопа» Билла Тёрнера. Уилл хитростью узнаёт, где Джонс хранит ключ от сундука, и выкрадывает его. Он обещает отцу вернуться и спасти его, после чего доплывает до торгового корабля. Но Джонс вызывает Кракена чтобы уничтожить корабль. Уиллу удаётся спастись, и он, скрываясь на борту «Голландца», плывёт на остров Креста — место, где хранится сундук. Джек, сбежавшая из тюрьмы Элизабет, Норрингтон, Пинтель, Раджетти и команда «Чёрной жемчужины» также направляются туда. Они находят сундук. У Джека, Уилла и Норрингтона разные планы на содержимое сундука. Норрингтон в конечном счете крадет сердце, спасаясь как раз в тот момент, когда нападает команда Дэйви Джонса.
«Черная Жемчужина» уходит от «Летучего Голландца», но Дэйви Джонс снова вызывает Кракена. Под командованием Уилла команда Джека ранит Кракена в первый раз, но второй раз они не успевают атаковать. Когда Элизабет понимает, что Воробей — единственная цель Кракена, она отвлекает его страстным поцелуем и приковывает наручниками к мачте. Уилл становится свидетелем этого, не подозревая об истинной причине, и убеждается, что Элизабет теперь любит Воробья. Кракен пожирает Джека и топит корабль.
Уилл, Элизабет и команда ищут убежища у Тиа Дальмы. Гиббс предлагает тост за своего павшего капитана, Уилл мрачно поднимает свою кружку. Видя слезы Элизабет и веря, что она любит Воробья, он пытается утешить её. Уилл и команда соглашаются попытаться спасти Воробья из тайника Дэйви Джонса.

### Пираты Карибского моря: На краю света
В последней части трилогии Уилла и Элизабет женит Капитан Барбосса (финальная битва на корабле «Летучий Голландец»). Дейви Джонс убивает Уилла шпагой, которую Уилл изготовил сам для Джеймса Норрингтона в первом фильме трилогии, и Джек вынужден, «управляя» рукой Уилла, пронзить сердце Джонса. Таким образом, Уилл становится бессмертным капитаном «Летучего Голландца». В финальной сцене они прощаются с Элизабет, которая обещает Тёрнеру, что будет ждать его 10 лет, «не сводя глаз с горизонта». После титров показывается, как Тернер вернулся спустя 10 лет, а Элизабет встречает его с Генри.

### Пираты Карибского моря: Мертвецы не рассказывают сказки
В пятой части Уилл появляется в трёх сценах. В начале фильма он предстаёт в полипах, какие были у Дэйви Джонса и его команды. Он разговаривает со своим сыном и советует ему не связываться с Джеком Воробьём. В конце фильма Генри ломает трезубец Посейдона и тем самым снимает проклятие со своего отца. Уилл приходит на берег, где встречает Генри и Элизабет. В сцене после титров Уиллу снится кошмар, как к нему приходит Дейви Джонс.

## Появление в видеоиграх
Уилл появляется в Порт-Ройале в игре Kingdom Hearts II. В японской версии игры, его, так же как и в фильмах, озвучивает Дайдзукэ Хиракава, голосом которого говорил Леголас, также сыгранный Блумом. В американской версии игры его озвучивает Криспин Фримен, ввиду занятости Орландо Блума в съёмках третьей части серии. Также Фримен является голосом Уилла в видеоигре Pirates of the Caribbean: The Legend of Jack Sparrow и Pirates of the Caribbean: At World’s End .
Уилл появляется в игре Pirates of the Caribbean Online в качестве персонажа, который даёт игроку его первую шпагу.